# Bergmännel

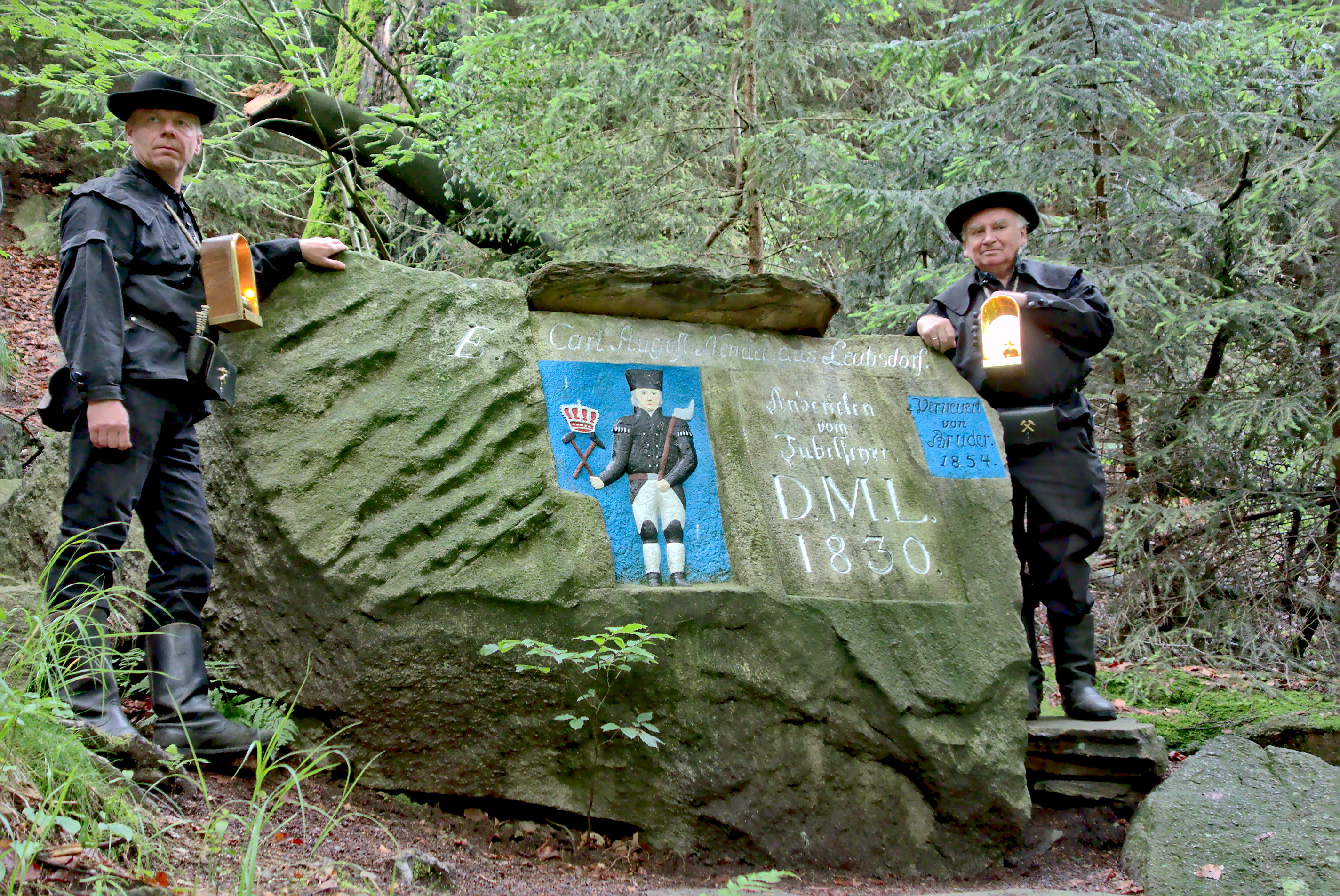
Mitglieder des Vereins Historischer Bergbau Brand-Erbisdorf e.V. am Bergmännel

Das Bergmännel, auch Bergmännl, ist eine Landmarke in der Gemarkung Leubsdorf, im oberen Lößnitztal zwischen Eppendorf und Hammerleubsdorf. Es handelt sich um einen von Carl August Nendel im Jahre 1830 in einen Block aus Muskovitgneis eingehauenen Bergmann (ein Häuer in Paradetracht). Links neben der Figur sind Schlägel und Eisen unter einer Königskrone abgebildet, rechts sind die Worte „Andenken vom Jubelfeyer D.M.L. 1830“ eingehauen (D. M. L. steht für Martin Luther), darüber der Schriftzug „Carl August Nendel aus Leubsdorf“. Am äußeren rechten Rand wurde später zusätzlich der Schriftzug „Verneuert von Bruder 1854“ eingehauen. Die Darstellung des Bergmannes und die Schrift wurden 2013 farblich gefasst. Über dem behauenen Teil des Felsblockes befindet sich eine nur noch teilweise erhaltene Schutzabdeckung aus Gneisplatten.
Anlass für die Schaffung dieses Denkmals war die Dreihundertjahrfeier der Augsburger Konfession, welche im Jahre 1830 in ganz Sachsen begangen wurde. Zum 215. Geburtstag Carl August Nendels wurde am 26. Juni 2013 der gemeindeübergreifende Carl-August-Nendel-Wanderweg eingeweiht, der das Geburtshaus des Bergmannes auf der Leubsdorfer Oberschaar mit seinem Arbeitsort, der Alten Mordgrube bei Brand-Erbisdorf verbindet. Der Weg ist seit 2014 komplett ausgeschildert.